# Bahnhof Oranienburg
Der Bahnhof Oranienburg liegt in der gleichnamigen Stadt im Landkreis Oberhavel in Brandenburg. Er ist Endpunkt einer Strecke der S-Bahn Berlin und war lange Zeit ein wichtiger Fernverkehrshalt. Sein Empfangsgebäude, das im Wesentlichen aus der Zeit der Bahnhofserweiterung in den 1910er Jahren stammt, steht unter Denkmalschutz. Ebenfalls denkmalgeschützt ist ein 1987 errichtetes Stellwerk auf der Ostseite der Bahnhofsanlagen.

## Lage
Der Bahnhof liegt in der Stadt Oranienburg nördlich von Berlin an der Berliner Nordbahn am Streckenkilometer 27,4 (gezählt vom ehemaligen Nordbahnhof in Berlin an der Eberswalder Straße). Die Strecke verläuft dort etwa in Nord-Süd-Richtung östlich des Stadtzentrums. Östlich des Bahnhofs liegt der Stadtteil Neustadt. Die 1914 eröffnete Strecke von Nauen erreichte Oranienburg aus westlicher Richtung und traf südlich des Bahnhofs auf die Nordbahn.

## Geschichte

### Die Anfänge

Altes Empfangsgebäude, 1905

Der südliche Abschnitt der Berliner Nordbahn und damit der Bahnhof Oranienburg wurde am 10. Juli 1877 eröffnet, zum 1. Januar 1878 ging die Strecke durchgehend bis Stralsund in Betrieb. Ende 1878 verkehrten drei durchgehende Personenzugpaare zwischen Berlin und Stralsund über Oranienburg. Bereits 1877 war zwischen Berlin und Oranienburg sowie teilweise weiter bis Gransee ein Vorortverkehr mit sogenannten „Omnibuszügen“ eröffnet worden. Sie bedienten eine Reihe von Unterwegsstationen und benötigten zwischen Berlin (Stettiner Bahnhof) und Oranienburg eine Stunde und 20 Minuten Fahrzeit. Teilweise führten diese Züge auch Güterwagen mit. Ende 1877 verkehrten drei Omnibuszugpaare zwischen Oranienburg und Berlin. 1884 wurden diese Züge in „gemischte Züge“ umgewandelt, zunächst blieb es bei einem Zugpaar am Tag zwischen Berlin und Gransee sowie zwei weiteren von Berlin nach Oranienburg.
Mit dem Anwachsen des Vorortverkehrs wurde die Strecke zwischen Berlin und Oranienburg in den Jahren 1890/1891 zweigleisig ausgebaut. Zum 1. Oktober 1891 wurde der verbilligte Berliner Vororttarif zwischen Berlin und Oranienburg eingeführt. 1900 ging ein zweiter Bahnsteig für den Vorortverkehr in Betrieb.
Vor dem Ersten Weltkrieg verkehrten die Vorortzüge in Richtung Berlin etwa ein- bis zweimal stündlich. Hinzu kamen etwa elf bis zwölf Personenzüge von Berlin über Oranienburg zu unterschiedlichen Zielbahnhöfen an der Nordbahn. Von den etwa zehn Schnellzugpaaren auf der Nordbahn hielten damals nur zwei in Oranienburg.

### Die große Bahnhofserweiterung
Um 1910 stießen die Kapazitäten des Bahnhofs an ihre Grenzen. Im Zusammenhang mit den Planungen für die Strecke von Nauen nach Oranienburg der Umgehungsbahn um Berlin musste der Bahnhof Oranienburg beträchtlich erweitert werden. Die neuen Anlagen des Bahnhofs gingen schrittweise zwischen 1913 und 1915 in Betrieb. Die Umgehungsbahn aus Nauen wurde am 2. November 1914 provisorisch und am 1. April 1915 für den Gesamtverkehr eröffnet. Eine Weiterführung der Umgehungsbahn in Richtung Eberswalde war geplant, wurde jedoch nie verwirklicht. Beim Umbau wurden die Gleise im Bahnhof in Hochlage verlegt. Das Empfangsgebäude wurde von Karl Cornelius beträchtlich erweitert und erhielt eine völlig neue äußerliche Gestalt. Für die Vorortzüge aus Berlin entstanden ein separater Kopfbahnsteig, Abstellanlagen und ein Lokschuppen. Östlich des Mittelbahnsteigs für die Züge der Nordbahn entstand ein weiterer Bahnsteig für die Züge der Umgehungsbahn. Die Güterverkehrsanlagen wurden auf der Ostseite des Bahnhofs zusammengefasst.
Südlich des Bahnhofs wurden die Vorortgleise und Ferngleise noch zusammengeführt, Vorbereitungen für einen viergleisigen Ausbau waren jedoch bereits getroffen worden, unter anderem war die Brücke über das ebenfalls 1914 eröffnete Teilstück der Havel-Oder-Wasserstraße zwischen den Bahnhöfen Oranienburg und Lehnitz bereits für vier Gleise ausgelegt worden.

### Zwischen den Weltkriegen
Im Jahr 1925 wurden die Gleise der Vorortbahn mit Gleichstrom aus der Stromschiene elektrifiziert, zunächst am 5. Juni bis Birkenwerder. Der Abschnitt von dort bis zum Bahnhof Oranienburg folgte am 4. oder 6. Oktober. Wenig später setzte sich die Bezeichnung „S-Bahn“ für die Vorortstrecke durch. Im Jahre 1925 gab es je nach Richtung werktags 33 bis 35 Züge zwischen Berlin und Oranienburg, Sonntags waren es sogar zwischen 45 und 48. Im gleichen Jahr wurde die Vorortstrecke elektrifiziert, die Fahrzeit verkürzte sich von 61–64 auf 49 Minuten. Zwei Jahre später wurde der Vorortverkehr vertaktet. Seitdem verkehren die Züge zwischen beiden Städten alle 20 Minuten, im Einzelfall noch dichter. Hinzu kamen diverse Personenzüge auf der Nordbahn von Berlin aus sowie einige meist in Oranienburg beginnende Züge, die vom etwa 20 Kilometer entfernt gelegenen Löwenberg (Mark) weiter in Richtung Templin fuhren. Für den schnellen Fernverkehr blieb Oranienburg von nur geringer Bedeutung, fast alle Schnellzüge und die Mehrheit der Eilzüge hielten nicht im Bahnhof.
Mit der Inbetriebnahme des Berliner Nord-Süd-Tunnels im Jahr 1939 verkehrten die S-Bahn-Züge aus Oranienburg durch den Tunnel genau wie in der heutigen Linienführung bis zum Bahnhof Wannsee.
In den 1930er Jahren wurde Oranienburg zu einem wichtigen Standort der Rüstungsindustrie. Größter Betrieb waren die Heinkel-Werke Oranienburg, die von Oranienburg aus über die Bahnstrecke nach Nauen angeschlossen wurden. In die Konzentrationslager Oranienburg (1933/1934) und vor allem Sachsenhausen (ab 1936) wurden zehntausende von Häftlingen deportiert, die teilweise auch mit der Bahn über den Bahnhof Oranienburg transportiert wurden. Im Zweiten Weltkrieg war Oranienburg Ziel mehrerer heftiger alliierter Bombenangriffe. Zwar wurden die Bahnhofsanlagen nicht wesentlich getroffen, aber Blindgänger aus jener Zeit sorgten vielfach bis in die Gegenwart für Unterbrechungen des Zugverkehrs.

### Kriegsende und deutsche Teilung
Zum Ende des Zweiten Weltkriegs war die Brücke über den Schifffahrtskanal südlich des Bahnhofs gesprengt worden. Zum 11. Juli wurde sie provisorisch wiederhergestellt. Die Strecke zwischen Oranienburg und Borgsdorf war jedoch für den gesamten Fern- und S-Bahn-Verkehr nur noch eingleisig in Betrieb. Insofern gab es in den Folgejahren starke Betriebseinschränkungen, beispielsweise konnte die S-Bahn nur im Pendelverkehr zwischen Oranienburg und Birkenwerder im eingeschränkten Takt verkehren. Erst nach Wiederaufbau eines zweiten Gleises wurde der 20-Minuten-Takt auf der S-Bahn wieder aufgenommen.
Für den Regional- und Fernverkehr wirkten sich zunehmend die Folgen der deutschen Teilung aus. Zwar lag der Stettiner Bahnhof (ab 1950 Nordbahnhof genannt) in Ost-Berlin, nördlich führte die Nordbahn jedoch ein längeres Stück durch West-Berlin. Die zur Umfahrung der Westsektoren Berlins gebaute Strecke zwischen Berlin-Karow an der Stettiner Bahn und dem Bahnhof Fichtengrund an der Berliner Nordbahn über Basdorf ging am 6. Mai 1950 in Betrieb. Zunächst waren von dieser auch Nördlicher Güteraußenring genannten Strecke nur Fahrten in Richtung Oranienburg und ab 23. Mai über eine Verbindungskurve auch direkte Verbindungen von Neustrelitz nach Berlin unter Umfahrung des Bahnhofs Oranienburg möglich. 1951 ging eine weitere Umfahrungsstrecke von Oranienburg nach Velten an der Kremmener Bahn in Betrieb.
Ab 18. Mai 1952 war der Personenverkehr zwischen der DDR und West-Berlin mit Ausnahme der S-Bahn komplett unterbrochen worden. Der Personenverkehr der Nordbahn in den Ostteil Berlins wurde über die neugebaute Strecke über Basdorf geführt und berührte den Bahnhof Oranienburg nicht mehr. Dies änderte sich, nachdem am 25. November 1952 der Berliner Außenring zwischen dem Karower Kreuz und Birkenwerder eröffnet wurde. 1953 wurde der Ring weiter in Richtung Westen verlängert, seit etwa 1955 ermöglicht eine Verbindungskurve in Hohen Neuendorf auch direkte Fahrten von Oranienburg auf den westlichen Außenring.

### Nach dem Mauerbau

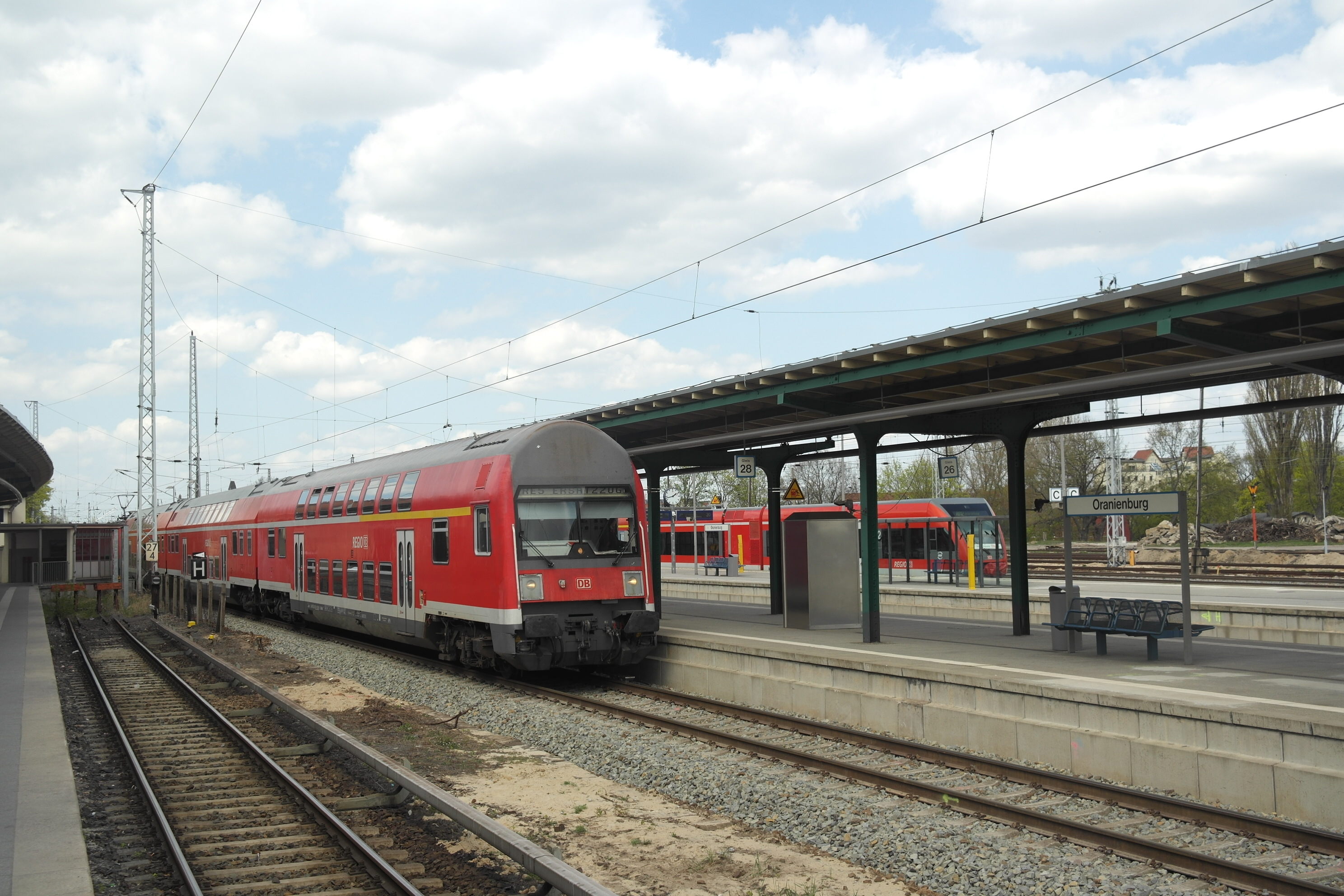
Blick vom S-Bahnsteig zu den Fernbahnsteigen

Nach dem Mauerbau am 13. August 1961 wurde die S-Bahn-Strecke nach Berlin an der Grenze zu West-Berlin zwischen Hohen Neuendorf und Berlin-Frohnau unterbrochen. In den folgenden Monaten wurde provisorisch ein Gleis des Berliner Außenrings zwischen Hohen Neuendorf und dem Karower Kreuz mit Stromschiene versehen und eine zusätzliche Verbindungskurve zwischen Außenring und Nordbahn bei Hohen Neuendorf gebaut, so dass ab 19. November 1961 wieder ein direkter S-Bahn-Verkehr nach Ost-Berlin möglich war. Nach einigen Einschränkungen in den Anfangsjahren war seit Mitte der 1960er Jahre wieder ein durchgehender 20-Minuten-Takt bei der S-Bahn möglich. Jahrzehntelang fuhren die S-Bahn-Züge aus Oranienburg über Birkenwerder, Blankenburg, Ostkreuz zum Flughafen Schönefeld; im Abend- und Wochenendverkehr teilweise auch nach Spindlersfeld.
Die S-Bahn bewältigte den gesamten Personennahverkehr zwischen Oranienburg und Berlin, andere Personenzüge verkehrten aufgrund begrenzter Kapazitäten in dieser Relation nicht mehr. Die Personenzüge in Richtung Norden zu verschiedenen Zielen an der Nordbahn und zu den in Löwenberg (Mark) abzweigenden Strecken nach Templin und Rheinsberg bzw. Neuruppin begannen in Oranienburg. Hinzu kamen einige Züge zwischen Oranienburg und Hennigsdorf über Birkenwerder und bis zur Einstellung des Personenverkehrs auf diesen Strecken in den 1960er Jahren in Richtung Velten und Nauen über Kremmen.
Mit dem Ausbau der Häfen in Rostock und Stralsund, der wachsenden Bevölkerungszahl im Norden der DDR und dem zunehmenden Tourismus wuchs die Bedeutung der Nordbahn und auch des Bahnhofs Oranienburg für den Fern- und Güterverkehr. Alle Schnellzüge zwischen Berlin und Rostock bzw. Stralsund über Neubrandenburg hielten im Bahnhof; seit November 1976 auch ein Städteexpress-Zugpaar. (Stoltera Berlin-Rostock)
Durch den Berliner Außenring hatten die Umgehungsbahn und die 1950/1951 gebauten Verbindungsstrecken nach Basdorf und Velten ihre Bedeutung verloren. Der Personenverkehr von Oranienburg über Kremmen nach Nauen wurde 1967, der nach Velten 1969 eingestellt. Während letztgenannte Strecke wenige Jahre später stillgelegt und abgebaut wurde, blieben die Strecken nach Nauen und Basdorf, die nie planmäßigen Personenverkehr hatten, für den Güterverkehr, als Reserve bei Umleitungen und aus militärstrategischen Gründen bis Mitte der 1990er Jahre in Betrieb.
Der Umbau der Bahnanlagen zwischen Oranienburg und Lehnitz begann 1977. Auf diesem Abschnitt verliefen sowohl die S-Bahn als auch die Fernbahn nur eingleisig. In mehreren Etappen wurden bis 1990 zunächst die S-Bahn (mit Ausnahme eines 400 Meter langen Abschnittes an der Bahnhofseinfahrt von Oranienburg), dann auch die Fernbahn zweigleisig ausgebaut. Beim Umbau wurde auch die Einmündung der Umgehungsbahn aus Nauen umgestaltet. Während sie früher auf einer Überführung über die Nordbahngleise führte und erst im Bahnhof Oranienburg mit ihr verbunden war, mündete sie danach niveaugleich in die Nordbahn ein. Die Gleise der Umgehungsbahn zwischen der Streckenkreuzung und dem Bahnhof wurden beseitigt.
Seit 1982 wurde auch der Bahnhof schrittweise umgebaut. Aus dem früheren Bahnsteig der Umgehungsbahn wurde ein Richtungsbahnsteig für Züge in Richtung Norden. Im Oktober 1987 wurde ein modernes Gleisbildstellwerk eingeweiht. Am 15. Dezember 1983 wurde der elektrische Betrieb zwischen Birkenwerder und Löwenberg (Mark) und damit auch im Bahnhof Oranienburg aufgenommen.

### Entwicklung seit der deutschen Wiedervereinigung

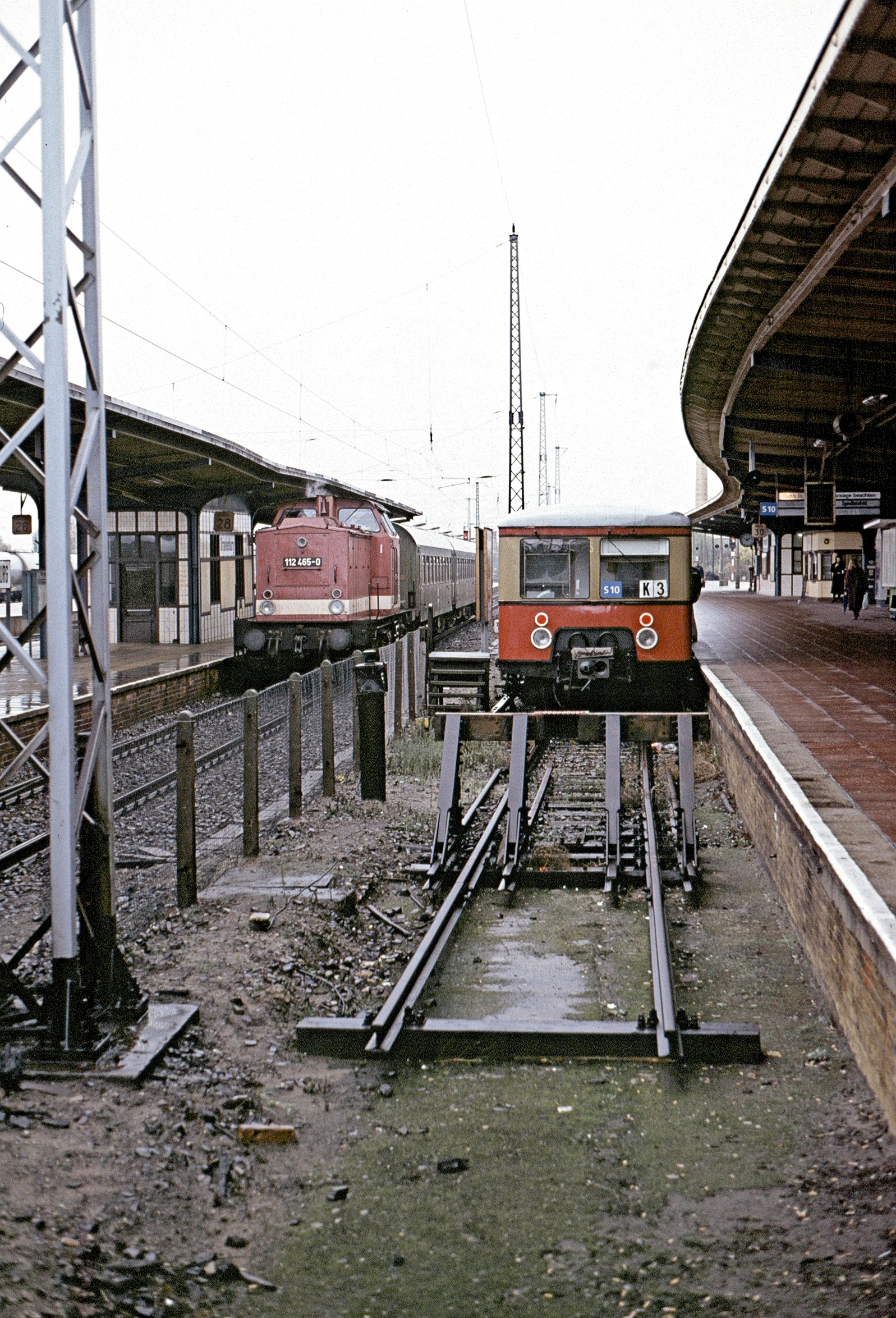
S-Bahn und Nahverkehrszug im Bahnhof Oranienburg, 1991

Im Mai 1992 ging wieder die S-Bahn-Strecke zwischen Hohen Neuendorf und Frohnau und damit die direkte Verbindung von Oranienburg in die Berliner Innenstadt in Betrieb. Seitdem verkehrt die S-Bahn-Linie 1 zwischen Oranienburg und Berlin-Wannsee. Die Strecke nach Basdorf ist seit 1995 außer Betrieb (mit Ausnahme kurzzeitiger Triebwagenfahrten im Jahr 1998). Ebenfalls Mitte der 1990er Jahre wurde die Umgehungsbahn zwischen Oranienburg und Nauen stillgelegt.
Der Personenverkehr auf den Fern- und Regionalverkehrslinien wurde in den 1990er Jahren vertaktet. Mitte der 1990er Jahre wurde der Fernzugverkehr in Richtung Stralsund, im Jahr 2000 auch der nach Rostock eingestellt und durch Regionalexpresszüge ersetzt.
In den Jahren 1999/2000 wurde das Bahnhofsgebäude saniert. Dabei wurden der ehemalige Eingangsbereich und die Gepäckaufbewahrung zu einer Gewerbeeinheit umgestaltet; gleiches gilt für die Fahrkartenschalter und die dahinter befindlichen Diensträume. Anstelle der Toiletten wurde ein Backshop eingerichtet. In den Verbindungsgang vom Eingangsbereich zum Tunnel, der zu den Bahnsteigen führt, wurde ebenfalls eine kleine Gewerbeeinheit eingebaut. Außerdem erhielten nunmehr alle Bahnsteige einen Aufzug. Somit ist die Station barrierefrei.
Ab September 2012 wurde die Berliner Nordbahn nördlich von Oranienburg für Sanierungsarbeiten voll gesperrt. Der Bahnhof und der Abschnitt in Richtung Berlin war von den Bauarbeiten nicht direkt betroffen, aber die Zeit der Streckensperrung wurde zur systematischen Suche nach Blindgängern aus dem Zweiten Weltkrieg genutzt. Deswegen war von September 2012 bis April 2013 auch keine Verbindung mit Regionalzügen in Richtung Berlin möglich, nur die S-Bahn blieb in Betrieb.
Die einzelnen ICE-Zugpaare von/nach Rostock fuhren bis Dezember 2019 ohne Halt in Oranienburg durch. Seitdem wurden diese durch Züge der neuen Intercity-Linie 17 ersetzt, wodurch Oranienburg wieder zum Halt von Fernverkehrszügen wurde. Ab März 2020 wird diese IC-Linie im Zwei-Stunden-Takt bedient.
Die Deutsche Bahn plant bis 2026 ein elektronisches Stellwerk (ESTW) einzubauen.

## Verkehrsanbindung
Der Bahnhof wird von folgenden Eisenbahnlinien bedient:

### Fernverkehr
| Linie                    | Linienverlauf                                                                          | Linienverlauf                                         | Takt (min)                                       | EVU            |
| ------------------------ | -------------------------------------------------------------------------------------- | ----------------------------------------------------- | ------------------------------------------------ | -------------- |
| IC 17                    | (Warnemünde –) Rostock Hbf – Waren (Müritz) – Neustrelitz – Oranienburg – Berlin Hbf – | Elsterwerda – Dresden (– Freiberg (Sachs) – Chemnitz) | 120 (Rostock–Dresden) (2 Zugpaare nach Chemnitz) | DB Fernverkehr |
| IC 17                    | (Warnemünde –) Rostock Hbf – Waren (Müritz) – Neustrelitz – Oranienburg – Berlin Hbf – | Leipzig Hbf – Nürnberg Hbf – Wien Hbf                 | 1 Zugpaar                                        | DB Fernverkehr |
| Stand: 15. Dezember 2024 |                                                                                        |                                                       |                                                  |                |

### Regionalverkehr
| Linie                    | Linienverlauf | Linienverlauf | Takt (min)                                                      | EVU              |
| ------------------------ | --- | --- | --------------------------------------------------------------- | ---------------- |
| RE 5                     | Berlin Südkreuz – Berlin Hbf – Oranienburg – Fürstenberg (Havel) – Neustrelitz –                                                      | Waren (Müritz) – Güstrow – Rostock Hbf                                                                                                | 60 (Südkreuz–Neustrelitz) 120 (Neustrelitz–Rostock / Stralsund) | DB Regio Nordost |
| RE 5                     | Berlin Südkreuz – Berlin Hbf – Oranienburg – Fürstenberg (Havel) – Neustrelitz –                                                      | Neubrandenburg – Stralsund | 60 (Südkreuz–Neustrelitz) 120 (Neustrelitz–Rostock / Stralsund) | DB Regio Nordost |
| RB 12                    | Berlin Ostkreuz – Berlin-Lichtenberg – Berlin-Hohenschönhausen – Oranienburg – Löwenberg (Mark) – Zehdenick – Templin – Templin Stadt | Berlin Ostkreuz – Berlin-Lichtenberg – Berlin-Hohenschönhausen – Oranienburg – Löwenberg (Mark) – Zehdenick – Templin – Templin Stadt | 60                                                              | NEB              |
| RB 20                    | Oranienburg – Birkenwerder – Hennigsdorf (b Berlin) – Golm – Potsdam Hbf – Potsdam Griebnitzsee                                       | Oranienburg – Birkenwerder – Hennigsdorf (b Berlin) – Golm – Potsdam Hbf – Potsdam Griebnitzsee                                       | 60 (Mo–Fr)                                                      | DB Regio Nordost |
| RB 32                    | Oranienburg – Berlin-Hohenschönhausen – Berlin-Lichtenberg – Berlin Ostkreuz – Berlin-Schöneweide – Schönefeld (bei Berlin)           | Oranienburg – Berlin-Hohenschönhausen – Berlin-Lichtenberg – Berlin Ostkreuz – Berlin-Schöneweide – Schönefeld (bei Berlin)           | 60                                                              | DB Regio Nordost |
| Stand: 15. Dezember 2023 | | |                                                                 |                  |

Hinzu kommen einige Ausflugszüge nach Neustrelitz und Rheinsberg.

### Nahverkehr
| Linie                    | Linienlauf | Takt (min) | EVU           |
| ------------------------ | --- | ---------- | ------------- |
|                          | Oranienburg – Lehnitz – Borgsdorf – Birkenwerder – Hohen Neuendorf – Frohnau – Hermsdorf – Waidmannslust – Wittenau (Wilhelmsruher Damm) – Wilhelmsruh – Schönholz – Wollankstraße – Bornholmer Straße – Gesundbrunnen – Humboldthain – Nordbahnhof – Oranienburger Straße – Friedrichstraße – Brandenburger Tor – Potsdamer Platz – Anhalter Bahnhof – Yorckstraße (Großgörschenstraße) – Julius-Leber-Brücke – Schöneberg – Friedenau – Feuerbachstraße – Rathaus Steglitz – Botanischer Garten – Lichterfelde West – Sundgauer Straße – Zehlendorf – Mexikoplatz – Schlachtensee – Nikolassee – Wannsee | 20         | S-Bahn Berlin |
| Stand: 15. Dezember 2024 | |            |               |

Ferner verkehren am Bahnhof mehrere Buslinien, unter anderem die PlusBus-Linie 825 der kreiseigenen Verkehrsbetriebe Oberhavel Verkehrsgesellschaft und Barnimer Busgesellschaft.

## Anlagen

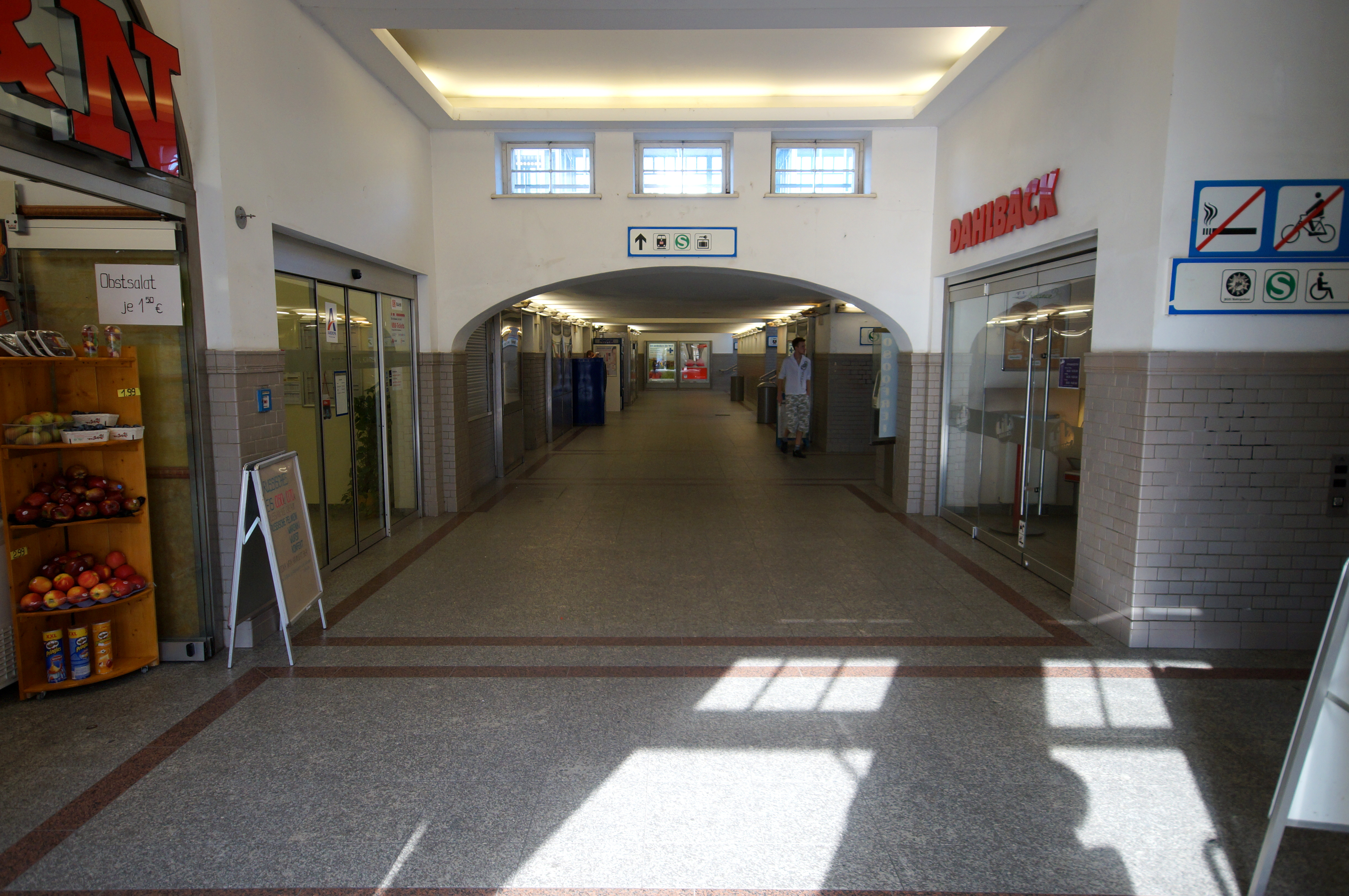
Die Eingangshalle des Bahnhofsgebäudes und der Personentunnel

### Bahnhofsgebäude
Das ursprüngliche Bahnhofsgebäude aus der Erbauungszeit der Strecke war ein zweigeschossiger Bau mit neun Achsen, der stark dem in dieser Form erhaltenen Bahnhofsgebäude in Gransee ähnelte. Seine Anlagen wurden in der ersten Hälfte der 1910er Jahre deutlich erweitert. Dabei wurde das Gebäude von außen völlig neu hergerichtet, sodass der ältere Teil und die Anbauten eine bauliche Einheit bilden. Das ursprüngliche Gebäude war ein schmuckloser Bau aus gelben Ziegeln mit einzelnen roten Schichten und Pappdach, nach dem Umbau wurde es verputzt. Anlass für die äußere Umgestaltung war, dass der Bahnhofsplatz mit Empfangsgebäude und dem 1913 errichteten Schulgebäude gegenüber (heute: Runge-Gymnasium Oranienburg) eine bauliche Einheit bilden sollte. Auch das kurz darauf gebaute Gebäude der Post wurde in ähnlichem Stil errichtet.
Die Gliederung des alten Gebäudes wurde beim Umbau im Wesentlichen beibehalten. Neu gebaut wurde ein südlicher querstehender Anbau, sodass nach einem Entwurf des Geheimen Oberbaurates Alexander Rüdell ein Grundriss in der Form eines spiegelverkehrten „L“ entstand, welches sich zum Eingangsbereich am Bahnhofsvorplatz öffnet. An den Anbau schließt sich der Kopfbahnsteig der Vorortbahn an. Im Inneren wurde das Haus beim Umbau komplett umgestaltet und neu aufgeteilt. Der Haupteingang wurde von der Mitte des alten Baus nach rechts (vom Bahnhofsvorplatz aus gesehen) verschoben und es wurde ein Tunnel zu den Bahnsteigen gebaut.
Das Gebäude ist durchgehend zweigeschossig, im Dach befinden sich mehrere Mansarden. Das Bahnhofsgebäude steht auf der Denkmalliste des Landkreises Oberhavel.

### Weitere Anlagen

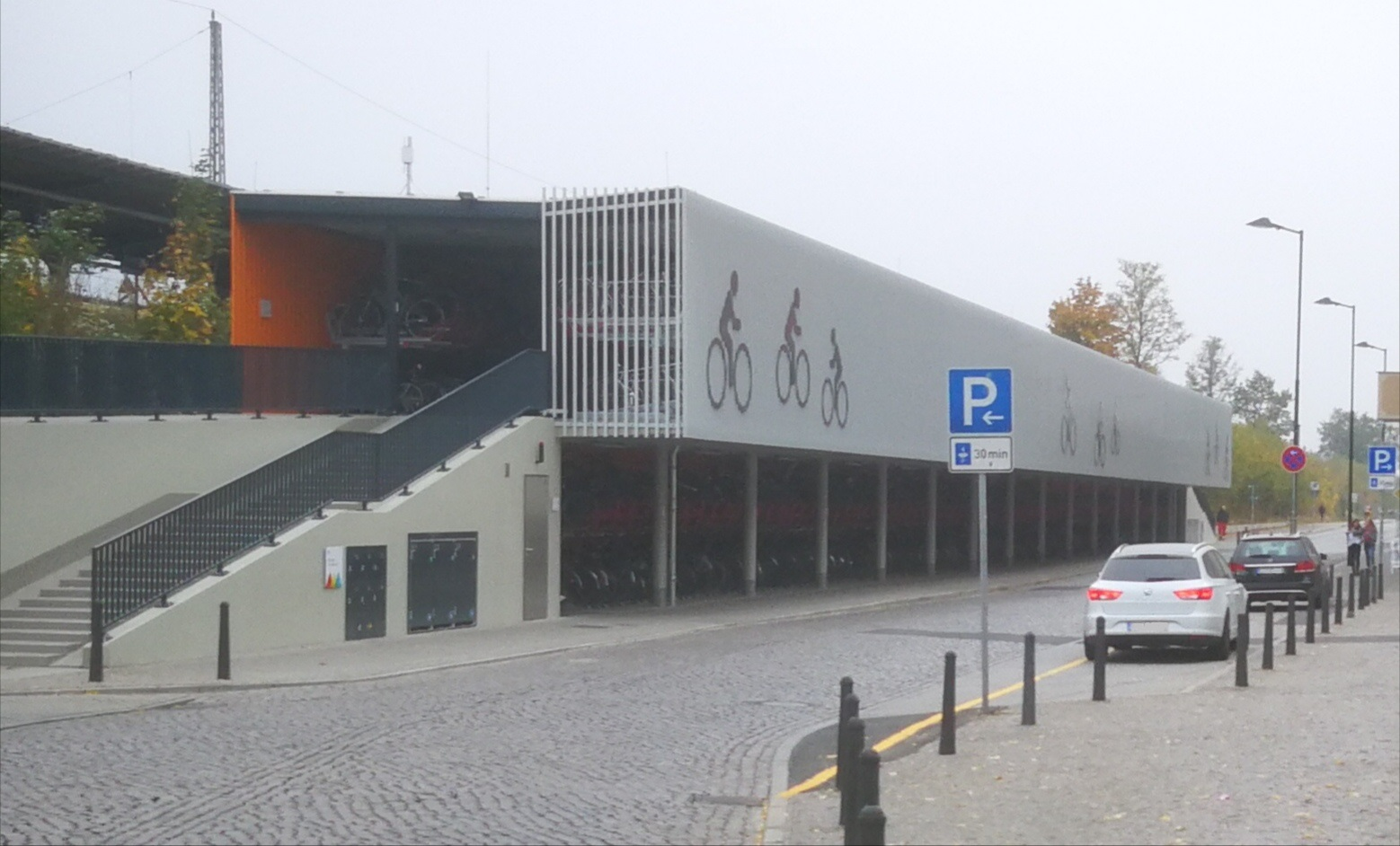
Die doppelgeschossige Fahrradabstellanlage, 2018

Im auf Straßenniveau liegenden Bahnhofsgebäude beginnt der Personentunnel, aus dem Treppen zu den drei in Hochlage angelegten Bahnsteigen führen. Am westlichen Bahnsteig liegen die beiden Gleise der S-Bahn-Strecke nach Berlin, die im Bahnhof beginnen. Die beiden anderen Bahnsteige besitzen jeweils zwei durchgehende Gleise für den Regional- und Fernverkehr. Der S-Bahnsteig ist außerdem über eine direkte Treppe mit dem Bahnhofsvorplatz verbunden. Der S-Bahnsteig und der westliche Fernbahnsteig sind teilweise durchgehend überdacht; der östliche Fernbahnsteig ist nur mit einigen Unterständen ausgestattet. Wie bei vielen Bahnhöfen im Berliner Raum wurden die Bahnsteige lange Zeit mit Buchstaben bezeichnet, A ist der S-Bahnsteig, B und C sind die beiden Fernbahnsteige.
Mehrfach gab es Planungen, den Bahnsteigtunnel unter den Gütergleisen nach Osten zu erweitern, um die dortigen Wohngebiete zu erschließen. Im Jahr 2011 wurden diese Pläne aus Kostengründen abgelehnt, ebenso der Bau eines südlichen Bahnsteigzugangs.

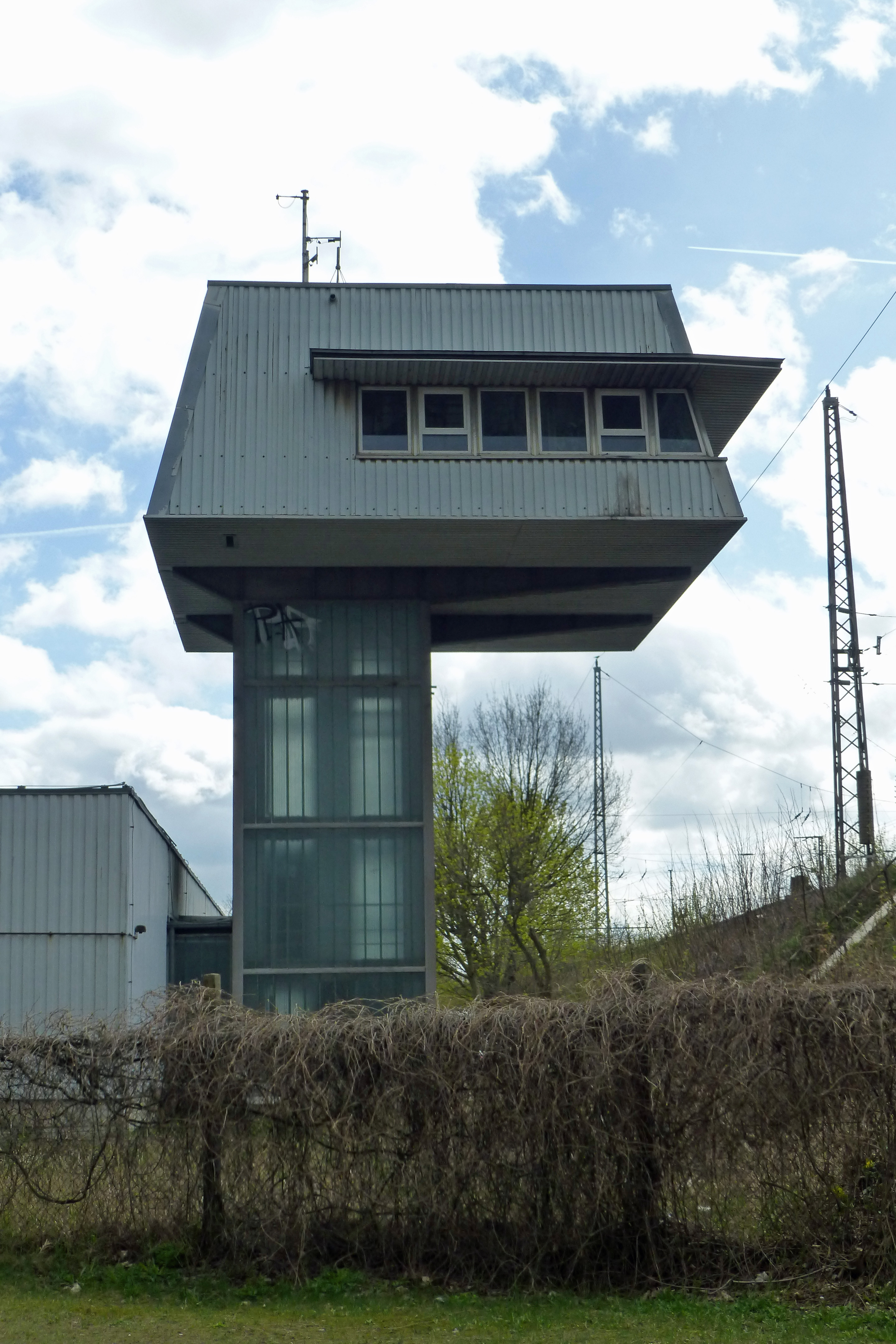
Denkmalgeschütztes Stellwerk Or.

Im südlichen Bahnhofsteil liegen auf der Westseite der Gleise die Wartungsanlagen der S-Bahn mit einer Triebwagenhalle, auf der Ostseite der Gleise steht das 1987 in Betrieb gegangene zentrale Stellwerk des Bahnhofs. Das Gleisbildstellwerk der Bauart GS III Sp 68 war ursprünglich für die Steuerung von 64 Weichen und 40 Signalen ausgelegt. Es wurde im Jahr 2016 unter Denkmalschutz gestellt.
Östlich der Bahnsteige liegen die umfangreichen Anlagen für den Güterverkehr. Im Bahnhofsbereich und im Stadtgebiet gab bzw. gibt es eine Reihe von Anschlussbahnen. Ein Werkanschluss ging direkt von den Gütergleisen im östlichen Bahnhofsbereich aus, zwei weitere führten westlich der Nordbahnstrecke nach Norden und Süden. Ein langes Anschlussgleis führte östlich der Nordbahngleise nach Norden zum Klinkerwerk Oranienburg, einer Außenstelle des Konzentrationslagers Sachsenhausen. Dort stehen eine Verladerampe und ein Bahnübergang unter Denkmalschutz.
Von der Strecke in Richtung Kremmen zweigte vor 1945 ein Anschluss zu den Heinkel-Werken Oranienburg, nach 1945 zum Oranienburger Kaltwalzwerk ab.
Eine 2018 fertiggestellte zweigeschossige Fahrradabstellanlage hat die Fahrradstellplätze von 370 auf annähernd 1000 erhöht.